# Corminus canescens
Corminus canescens är en skalbaggsart som beskrevs av Hermann Burmeister 1855. Corminus canescens ingår i släktet Corminus och familjen Melolonthidae. Inga underarter finns listade i Catalogue of Life.